# Aphidoletes aphidimyza
Espèce

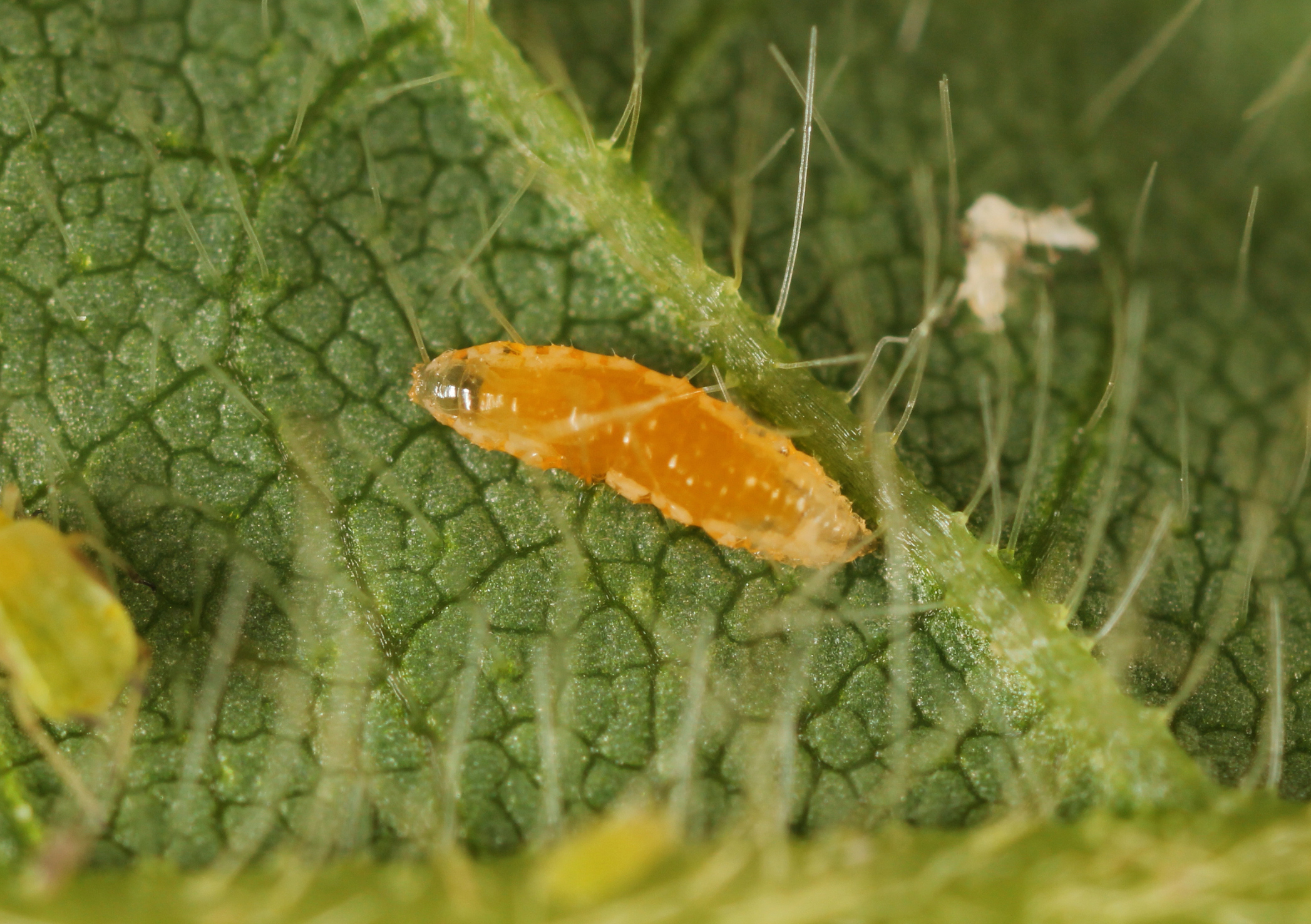
Larve de cécidomyie du puceron.

Aphidoletes aphidimyza, la cécidomyie du puceron, est une espèce d'insectes de l'ordre des diptères, du sous-ordre des nématocères et de la famille des Cecidomyiidae.
La larve de cette espèce est prédatrice et s'attaque à plus de 70 espèces de pucerons dont le puceron vert du pêcher. Elle est utilisée avec succès en lutte biologique dans la culture sous serre car la femelle pond ses œufs au milieu des colonies de pucerons. 

## Description
Les adultes sont de petites mouches délicates et noires qui mesurent moins de 2 à 3 mm. Ils se nourrissent du miellat excrété par les pucerons. Les œufs sont ovales, de couleur orangée et brillants. La larve a une forme d'asticot, elle est également de couleur orange.

## Cycle vital
La femelle pond ses œufs isolés ou en masse à proximité des colonies de pucerons.  Ils éclosent après 2 à 3 jours. Les larves de couleur orange se nourrissent alors des pucerons. Après 3 à 7 jours, elles tombent au sol et s'enfoncent dans la terre pour se transformer en pupes. 

## Comportements
La larve de cécidomyie du puceron est très active. C'est une redoutable prédatrice. D'abord, elle injecte une toxine à la jonction des articulations des pattes du puceron pour le paralyser. Elle perce alors le corps mou avec ses pièces buccales et aspire son contenu. La larve peut s'attaquer à des pucerons de plus grande taille qu'elle. De plus, lorsque les populations sont élevées, elle peut tuer plus de pucerons qu'elle n'en consomme. Une larve consomme entre 4 et 65 pucerons par jour.

## Utilisation en lutte biologique
La cécidomyie du puceron est utilisée comme agent de lutte biologique dans les cultures de serres commerciales. Il est possible de s'en fournir auprès de compagnies d'élevages spécialisés. Les larves arrivent sous forme de pupes placées dans un contenant renfermant un substrat humide. Il suffit alors de les placer dans la serre. Les adultes éclosent rapidement et débutent la ponte après 3 à 7 jours selon la température.